# Leōnidas Pyrgos
Leōnidas Pyrgos (in greco Λεωνίδας Πύργος?; Mantinea, 1874 – ...) è stato uno schermidore greco.
Partecipò alle gare di scherma delle prime Olimpiadi moderne che si svolsero ad Atene nel 1896, nel fioretto maestri, vincendo la medaglia d'oro, battendo il francese Joanni Perronet.